# Zhang Boheng
Dans ce nom chinois, le nom de famille, Zhang, précède le nom personnel.
Pour les articles homonymes, voir Zhang.
Zhang Boheng (en chinois : 张伯恒), né le 4 mars 2000 dans la province du Hunan, est un gymnaste artistique chinois.

## Carrière
Zhang Boheng est médaillé d'or au concours général individuel aux Championnats du monde de gymnastique artistique 2021.